# Van Halen II
| Recensione | Giudizio |
| ---------- | -------- |
| AllMusic   |          |

Van Halen II è il secondo album in studio del gruppo musicale statunitense Van Halen, pubblicato il 23 marzo 1979 dalla Warner Bros. Records.
L'album raggiunse il 6º posto della Billboard 200, e ha venduto oltre cinque milioni di copie negli Stati Uniti.

## Tracce
Testi e musiche di Edward van Halen, Alex van Halen, Michael Anthony e David Lee Roth, eccetto dove indicato.
1. You're No Good – 3:16 (Clint Ballard, Jr.)
2. Dance the Night Away – 3:06
3. Somebody Get Me a Doctor – 2:52
4. Bottoms Up! – 3:05
5. Outta Love Again – 2:51
6. Light Up the Sky – 3:13
7. Spanish Fly – 1:00
8. D.O.A. – 4:09
9. Women in Love... – 4:08
10. Beautiful Girls – 3:56

## Formazione
Gruppo
- David Lee Roth – voce
- Edward van Halen – chitarra, cori
- Michael Anthony – basso, cori
- Alex van Halen – batteria, percussioni

Produzione
- Ted Templeman – produzione
- Donn Landee – ingegneria del suono
- Corey Bailey – ingegneria del suono
- Jim Fitzpatrick – ingegneria del suono
- Beth Naranjo – coordinazione della produzione
- Neil zlozower – fotografia
- Elliot Gilber – fotografia
- Dave Bhang – direzione artistica, grafica

## Classifiche
| Classifica (2021) | Posizione massima |
| ----------------- | ----------------- |
| Ungheria          | 36                |